# مارسيلو تابيا
مارسيلو تابيا (بالإسبانية: Marcelo Tapia) هو لاعب كرة قدم أوروغواني في مركز الوسط، ولد في 26 سبتمبر 1992 في مونتفيدو في الأوروغواي. لعب مع أتليتيكو بروغريسو ‏.

## وصلات خارجية
- مارسيلو تابيا على موقع قاعدة بيانات كرة القدم.إي يو (الإنجليزية)
- مارسيلو تابيا على موقع Soccerway.com (الإنجليزية)